# استانیسواو آگوست پونیاتوفسکی
استانیسواو دوم آگوستوس (۱۷ ژانویه ۱۷۳۲–۱۲ فوریه ۱۷۹۸) پادشاه لهستان و گراند دوک لیتوانی بود. او که از سال ۱٧۶۴ تا ۱۷۹۵ سلطنت کرد، آخرین پادشاه مشترک‌المنافع لهستان–لیتوانی بود. او یک چهره بحث‌انگیز در تاریخ لهستان باقی مانده‌است. وی به عنوان یک حامی بزرگ هنر و علوم و مبتکر و پشتیبان محکم اصلاحات مترقی شناخته می‌شود. وی در درجه اول به دلیل عدم ایستادگی در برابر تجزیه طلب‌ها و در نتیجه جلوگیری از تخریب کشور لهستان مورد انتقاد قرار می‌گیرد.

## زندگی

### جوانی

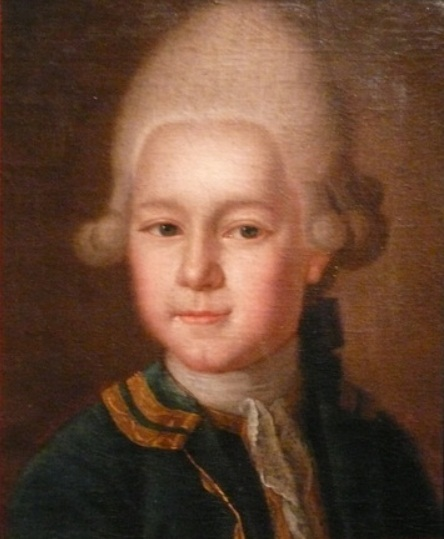
۱۴ سالگی

استانیسواو آنتونی پونیاتوفسکی در ۱۷ ژانویه ۱۷۳۲ در ووشچین، در مشترک‌المنافع لهستانی-لیتوانیایی (هم‌اکنون در بلاروس) متولد شد. وی یکی از هشت فرزند زنده مانده و فرزند چهارم شاهزاده خانم کونستنسا چارتوریسکا و کانت استانیسواو پونیاتوفسکی بود.